# ニキータ・ネクラソフ
ニキータ・アレクサンドロヴィッチ・ネクラソフ（Никита Александрович Некрасов、Nikita Alexandrovich Nekrasov，1973年4月10日 - ）は、ロシアのモスクワ出身の理論物理学者。専門は素粒子論。
モスクワ物理工科大学（MIPT）を卒業。モスクワの理論実験物理学研究所（IETP）で修士の学位を得る。1996年にプリンストン大学でPh.Dを取得。2000年からIHÉS教授。
主な業績として、サイバーグ・ウィッテン理論のプレポテンシャルに関するネクラソフの公式がある。2023年ハイネマン賞数理物理学部門受賞。